# SJK Akatemia
El SJK Akatemia (llamado previamente como Kerho 07) es un equipo de fútbol finés que actualmente juega en la Ykkösliiga y que fue fundado en 2012. Es el equipo reserva del SJK, está establecido en la ciudad de Seinäjoki y juega sus partidos de casa en el Estadio OmaSP.

## Entrenadores
- Ossi Virta (2015-2016)
- Oriol Mohedano (2016)
- Toni Lehtinen (2017)
- Brian Page (2017)
- Jani Uotinen (2018-2019)
- Brian Page (2019)
- Tommy Dunne (2019-2020)
- Brian Page (2021-2023)[2]
- Mika Ojala (2023)
- Stevie Grieve (2023)
- Arttu Aromaa (2024-)